# Thomas Asselijn
Thomas Asselijn, bisweilen auch Asselyn oder Asselÿn geschrieben (* um 1620 in Dieppe, Frankreich; † im Juli 1701 (begraben am 27. Juli 1701) in Amsterdam, Niederlande) war ein niederländischer Dichter französischer Herkunft.

## Leben
Thomas Asselijns calvinistische Familie hieß eigentlich Asselin und lebte in der Hafenstadt Dieppe in der Normandie. 1621, kurz nach seiner Geburt, flüchteten sie, wie viele andere Hugenotten, in die Niederlande. Sie ließen sich in Amsterdam nieder und nahmen die niederländische Schreibweise ihres Namens an.
Dort erlernte Thomas Asselijn das Buchbinderhandwerk und schrieb Gedichte. Er war der jüngste von drei Brüdern: dem Maler Jan Asselijn (1610–1652) und Abraham Asselijn (1609–1697), der Golddraht-Hersteller wurde.
1639 erwarb Thomas Asselijn das Bürgerrecht der Stadt Amsterdam. Seine Eltern verstarben vor 1644.
Am 24. April 1644 heiratete er in der Amsterdamer Walenkerk die 13 Jahre ältere Lijsbet Reijers, zu der er in die Amsterdamer Warmoesstraat zog.
1655 verstarb seine Frau; die Ehe war kinderlos geblieben. 1656 heiratete er die 18 Jahre jüngere Iannetie van Westerhof († 1704), mit der er mindestens einen Sohn (Lodewijk) hatte. Kurz nach seiner zweiten Eheschließung muss er mit größeren Werken begonnen haben, seine erste Tragödie Den grooten Kurieen stammt von 1657, der in längeren Abständen weitere folgten: Mas-Anjello (1668), De Moort tot Luyk (1671), De Dood van de Graaven van Egmond en Hoorne (1685), Juliaan de Medicis (1691), De Belegering en Hongersnood van Samaria (1692). Nachdem er mit den Tragödien nicht genügend Anerkennung gefunden hatte, verlegte er sich auf Komödien.
Über sein späteres Leben ist wenig bekannt. 1656 wohnte er an der Rozengracht, später an der Keizersgracht und 1671 an der Bloemgracht. Seine letzten Lebensjahre war er bei seinem Sohn Lodewijk an der Heeregracht gemeldet, in dessen Haus er auch verstarb. Er wurde auf dem Leids Kerkhoff begraben. Seine Frau Iannetie van Westerhoff überlebte ihn um drei Jahre. Sie wurde am 6. Januar 1704 neben ihm begraben.
Asselijn war beruflich nicht erfolgreich. Nachdem er als Buchbinder gescheitert war, versuchte er sich als Karmesinfärber. 1678 musste er Konkurs anmelden und 1685 verpfändete er zur Sicherung eines Kredits sein Hausmobiliar. Am 10. November 1678 wurde das Mobiliar inventarisiert und auf einen Wert von 181 gulden en 15 stuivers taxiert.
Doch mit poetischen Werken war er relativ schnell bekannt geworden. 1653, als Joost van den Vondel auf einem Fest der Lukasgilde gehuldigt wurde, wurde ein Gedicht Asselijns vorgetragen und/oder abgedruckt. Am 21. Oktober 1654 schrieb Asselijn anlässlich der Gründung einer Malergilde das Gedicht Broederschap der Schilderkunst.
Seine Komödien, von denen die meisten vertont und zu seinen Lebzeiten in der Amsterdamsche Schouwburg aufgeführt wurden, werden als seine besten Arbeiten beurteilt, während seine Trauerspiele und Tragödien eher als schwach gelten. Seinen größten Erfolg erreichte er mit der Komödie Jan Klaasz of gewaande dienstmaagt („Jan Klaasz oder die angebliche Dienstmagd“), das erste niederländische Theaterstück, das eine Zeitlang verboten war, da sich vor allem niederländische Mennoniten durch den „frivolen Inhalt“ und den Protagonisten Jan Klaasz, ein in dem Stück der Heuchelei bezichtigter Mennitischen Prediger, beleidigt fühlten. Hieraus folgte auch ein Streit mit der Dichtervereinigung Nil Volentibus Arduum. 
Dem Erfolg seines Stückes tat dies aber keinen Abbruch, so dass Asselijn 1683 und 1685 zwei ebenfalls viel beachtete Fortsetzungen (Kraambedt of kandeelmaal van Zaartje Jans, vrouw van Jan Klaazen und Echtscheiding van Jan Klaasz en Saartje Jans) schrieb. Diese entwickelten sich zu den beliebtesten niederländischen Komödien und wurden auch im Ausland, besondere in Deutschland und dort in Hamburg aufgeführt. So galten sie um 1740 als „bekannteste kulturelle Exportprodukte der Niederländer“.
Thomas Asselijn wird als Nachfolger von Jan Vos beurteilt und gilt als einer der führenden Komödienschreiber des Goldenen Zeitalters.
Cornelis Troost (1697–1750) malte um 1740 eine Szene aus dem Theaterstück Jan Klaasz of gewaande dienstmaagt. Das Bild befindet sich heute im Mauritshuis.

## Werk (Auswahl)
- Den grooten Kurieen (1657)
- Op- en ondergang van Mas Anjello, of Napelse beroerte (1668)
- De Moort tot Luyk (1671)
- De stiefmoer (1684)
- Echtscheiding van Jan Klaasz en Saartje Jans (1685)
- De Dood van de Graaven van Egmond en Hoorne (1685)
- De stiefvaar (1690)
- Juliaan de Medicis (1691)
- De kwakzalver (1692)
- De schoorsteenveger door liefde (1692)
- De Belegering en Hongersnood van Samaria (1692)
- De spilpenning, of verkwistende vrouw (1693)
- Jan Klaasz of gewaande dienstmaagt (Erstaufführung: 1682, erste Druckausgabe: 1683)
- Kraambedt of kandeelmaal van Zaartje Jans, vrouw van Jan Klaazen (Erstaufführung: 1683, erste Druckausgabe: 1684)